# 贵人鸟
貴人鳥體育集團（老三板：400208，简称：贵人鸟3；上交所除牌前：603555，简称：ST贵人） 為中國大陸一家大型鞋業公司，成立於1987年，是中国驰名商标。起家於晉江陳埭的球鞋業產業聚落，之後發展為全國性大型運動服飾集團。巔峰時期，公司直屬員工超過5000人，品牌專賣店達到5000多家，年產值高達30億人民幣。然而，自2016年後，公司不敵網購競爭，經營狀況急速惡化，股價因此連續大跌長達四年。2025年更名金鶴農業股份有限公司。

## 歷史
1987年成立初期由香港商人林天福的自有資金投資，並引入外國生產線與廠房規劃概念，在當時的泉州成為較為現代化的獨樹一幟之鞋廠，在這之後貴人鳥選擇走上自有品牌道路並注重香港式營銷理念，邀请天王巨星刘德华、张柏芝等担任品牌形象代言人打出市場區隔，在中國大陸第一波經濟崛起浪潮中打出名號，2005年成為为国际田径联合会东亚地区战略合作伙伴、中国国家体育总局小球运动管理中心战略合作伙伴。後續積極介入在綜藝節目等的冠名廣告，2007获中国品牌500强荣誉，並成為央視5台《体坛快讯》特约廣告品牌，一時之間名聲大噪。
贵人鸟屬於專營本業公司，並未經營太多跨業，2009年-2011年，主营业务收入中鞋服占比分别达100%，99.97%，99.98%，其它收入則微乎其微。但同期間電子商務大舉崛起的態勢已經明顯，其同行李宁、安踏、特步等品牌都選擇關店因應，贵人鸟卻反向策略大舉開店同時間由1847家激增至5067家，不少對手退租的店面被其迅速補上搶進，此一策略事後證明是為重大失誤，埋下日後經營困難成因，網購商務的崛起遠非其預估的簡單和容易擊退。2014年其以庞大品牌知名度和资金流量股票成功上市，林天福成为泉州市政协委员，泉州市工商联合会（总会）副会长。
然而2016年起公司业绩開始大幅连续恶化，於是公司力圖轉型採用併購手段收购名鞋库、杰之行等零售商，取得耐克、阿迪、彪马等其他品牌鞋款一定數量的代理銷售權，同時买下美国篮球装备品牌AND1在大中华区为期31年的独家运营权。2017年勉強達到净利润增加1.49%業績，当时贵人鸟主品牌的销售，已降至总营收的50%左右。等於公司方也發現自有品牌線有問題，鞋款已經不受青睞開始賣不動，反映於股票上連年下跌。2018年巨虧6.86亿元等於將5年獲利一年賠光，同時公司三年前起少量投資西班牙足球经纪业务公司BOY等運動球隊，獲取一些比賽場上的廣告權，但效益不大。
2019年第一季度资料店面從巔峰時期大舉倒閉兩千多家已經剩下2800家左右，营业额大跌37.40%，资产负债32.2亿元人民幣。贵人鸟集团持有贵人鸟76.22%的股份，持股数量为4.79亿股，已累计质押4.74亿股几乎全部质押借款。關鍵在於其收購的杰之行等經銷商也開始業績轉跌，這些經銷的外國品牌鞋款耐克、阿迪等也銷量大跌，包含中國消費者不再迷信洋品牌、網路二手鞋交易興起等因素變化，林天福並未及時察覺。同時2018年財報中顯示公司用3.72亿元回購經銷商手中存貨，之後提列存货跌价6401万元，顯示自有品牌的贵人鸟鞋款已經在市場上居弱勢。

### 財務疑雲
2019年8月因公司捲入借款合約糾紛案，公司控股貴人鳥集團所持有的3.25億股已被泉州市中級人民法院司法凍結及輪候凍結，凍結期限自2019年8月1日起至2022年7月31日。大舉關店同時其剩下店面結構發生變化，多年以來直營店只有4家其餘數千家都是加盟店模式，而2018年單年大舉收購加盟店為直營，從4家增至1441家，這些直營店卻業績無起色，而另外1400家加盟店卻業績猛增9倍從1.2億變為12億，引發察覺的投資人質疑怪象，是否在進行公司內財產轉移將不良資產大舉卦向總部，而將業績收入和資產作帳掛於加盟店，為了脫產潛逃脫身預做準備，此事發酵後在2019年5月收到上交所問詢函，導致股價又引爆一波下跌，並徘徊在4.5元～5元的低檔。
同年8月底公司公布2019年上半年虧損5837万元人民幣，同時流動資金耗盡，利潤比上年同期下滑269.59%，市場投資人嘩然。同時另一個相似名中國大型鞋業富貴鳥因財務崩潰在同月被法院判定破產倒閉，市場上對於全大陸鞋業狀態問題憂慮。
貴人鳥2020年度发生净亏损约3.8亿元，且已连续3年亏损，截至2020年12月31日公司逾期应付债券约11.47亿元、逾期银行借款约9.77亿元，25个银行账户因诉讼被冻结。
2021年7月2日，貴人鳥发布重整计划执行完毕的公告，并发布了多个关于公司人事、业务方面的调整，选举林思萍为公司第四届董事会董事长，原贵人鸟创始人、董事长林天福仍为公司法定代表人。7月22日撤销退市风险警示但实施其他风险警示。

### 驰援水灾
而就在貴人鳥完成重整的这段时间，河南水灾发生。7月24日，继鸿星尔克之后，有网友发现，貴人鳥也给河南捐款了。貴人鳥已经给河南默默捐款了三千万元的物资，并且貴人鳥的老板亲自带队到一线发放物资。但是他们的官方账号却只字未提。该事件随即也引发了网民关注，不少网民们一方面希望貴人鳥就捐款一事表个态，让更多人知道貴人鳥的善举；另一方面也纷纷购买贵人鸟产品以示支持。25日，貴人鳥官方微博发声表示“没想到有一天贵贵也能上热搜”并感谢网友们的支持。

### 轉型求生
2023年9月贵人鸟發表公告將逐步退出鞋類市場，轉型東北糧食產業。此一跡象有跡可循，公司自2018年至2020年分別虧損6.86億元、10.96億元及3.82億元人民幣，在新冠疫情財務崩潰後的救援階段貴人鳥要進行司法重整，引入經營糧食貿易的黑龍江泰富金谷網路科技持股20.36%成為公司第二大股東，泰富金谷相關人馬已逐漸居於公司內主導。
泰富金谷老闆是東北糧食大亨李志華，他主導經營後經營大豆及玉米貿易，之後設立預制菜業務部門，2023年中期業績虧損收窄至1,814萬元，運動鞋服業務收入2.32億元年減19.5%；反之糧食業務大增43.5%至3.42億元，糧食業務成為救援傳統鞋類部門財務黑洞的發動機。
然而李志华间接控制的四家粮食公司的关联交易未按规定及时披露，违反中国证监会相关规定，2024年1月22日，证监会福建监管局对贵人鸟采取监管谈话、出具警示函措施，高层人员李志华、周文凤、苏志强也被采取监管谈话、出具警示函措施。2月1日，贵人鸟股价首次跌破1元。截至3月4日收盘，贵人鸟已连续17个交易日收盘价低于1元，报每股0.78元，将面临退市的风险。2月23日，因涉嫌信息披露违法违规，证监会决定对贵人鸟及其董事长李志华立案。3月29日，贵人鸟从上交所退市。
2025年1月13日，贵人鸟股份有限公司更名为金鹤农业股份有限公司。

## 相关
- 北京貴人鳥球隊